# Something You Got
Something You Got è un album di Art Farmer, Yusef Lateef e la big band di David Matthews, pubblicato dalla CTI Records nel 1977. Il disco fu registrato nel luglio del 1977 all'Electric Lady Studios di New York (Stati Uniti).

## Tracce
Lato A
1. Something You Got – 6:15 (Chris Kenner)
2. Flute Song – 8:13 (David Matthews)
3. Saudhade – 5:52 (Fritz Pauer)

Lato B
1. Sandu – 7:22 (Clifford Brown)
2. Spain – 5:47 (Chick Corea)
3. Hombre del Sol – 7:03 (David Mathews)

## Musicisti
- Art Farmer - flicorno solista
- Yusef Lateef - sassofono tenore
- David Matthews - pianoforte, arrangiamenti
- Frank Vicari - sassofono tenore
- David Tofani - sassofono soprano, flauto
- Kenny Berger - sassofono baritono, clarinetto basso
- Burt Collins - tromba, flicorno
- Joe Shepley - tromba, flicorno
- Fred Griffin - corno francese
- Sam Burtis - trombone
- Tony Price - tuba
- Hiram Bullock - chitarra solista
- Harvie Swartz - basso
- Jim Madison - batteria
- Sue Evans - percussioni